# 西立野
西立野（にしたての）は、埼玉県川口市の大字。郵便番号は333-0813。

## 地理
川口市の東部の大宮台地（鳩ヶ谷支台）上に位置する。東西に長い区域となっている。地区の北側の境を赤堀用水路が蛇行しながら流れ、一の橋放水路が分岐する。かつて美園村に属したエリアで、東には安行西立野が隣接する。地区の一部は埼玉県立安行武南自然公園に位置する。地区東部に戸塚安行駅（一部）が所在し、駅前通りが東西を走ることから宅地化が急速に進んでいる。

## 沿革
もとは江戸期より存在した足立郡に属する立野村であった。立野は館野とも記された。植木の生産は幕末より行なわれていた。
- はじめは幕府領、寛永年間（1624年〜1645年）より関東郡代伊奈氏の知行地となるが、1792年（寛政4年）に再び幕府領となる[5]。なお、検地は延宝6年に実施[6]。
- 1871年（明治4年）11月13日 - 第1次府県統合により埼玉県の管轄となる。
- 1879年（明治12年）3月17日 - 郡区町村編制法により成立した北足立郡に属す。郡役所は浦和宿に設置。それに伴い、郡内に同名の村（旧草加町大字東館野、現在の草加市氷川町の一部）が存在していたため、西を冠称して西立野村に改称される[7][5]。
- 1889年（明治22年）4月1日 - 町村制施行に伴い、戸塚村・西立野村・長蔵新田・久左衛門新田・藤兵衛新田が合併し[8]、戸塚村の大字西立野となる。
- 1956年（昭和31年）4月1日 - 戸塚村・大門村・野田村が合併し、美園村が成立する[9][10]。美園村の大字となる。
- 1960年（昭和35年）4月1日 - 美園村から一部が川口市に編入され[7]、川口市大字安行西立野となる[11]（西立野とは現在も別の町丁）。
- 1962年（昭和37年）5月1日 - 美園村の南側（旧戸塚村と旧大門村の一部）が川口市に編入され[9][10]、川口市の大字となる[12]。
- 1994年（平成6年）10月1日 - 区画整理が完成し、一部が長蔵1丁目に変更[13]。

## 世帯数と人口
2018年（平成30年）3月1日現在の世帯数と人口は以下の通りである。
| 大字   | 世帯数    | 人口    |
| ------ | --------- | ------- |
| 西立野 | 1,687世帯 | 3,847人 |

## 小・中学校の学区
市立小・中学校に通う場合、学区（校区）は以下の通りとなる。
| 番地 | 小学校               | 中学校               |
| ---- | -------------------- | -------------------- |
| 全域 | 川口市立戸塚南小学校 | 川口市立戸塚西中学校 |

## 交通

### 鉄道
地区内の地下を埼玉高速鉄道線が通り、埼玉高速鉄道戸塚安行駅の南端部が地区内に所在する。1番出口は西立野にある。

### 道路
- 東京外環自動車道 - 安行（西）交差点付近で僅かに掠める[4]。
- 国道298号 - 同上
- 埼玉県道・東京都道103号吉場安行東京線
- 埼玉県道381号東大門安行西立野線
- 埼玉県道161号越谷川口線 - 南東部の境界で僅かに掠める。

## 施設
- 川口北警察署 - 2026年開署予定
- 川口市立戸塚西中学校
- 西福寺 - 三重塔がある。
- しらぎく保育園
- 二宮神社
- 稲荷神社
- 百観音公園
- 福田児童公園